# Factor I
Factor I, het teken is een i, is een niet-celgebonden remmer van het complementsysteem. Factor I moet niet met factor I, waar de Romeinse een in staat, de stollingsfactor, worden verward. Factor I is een serineprotease die in samenwerking met C4 binding protein (C4bp), membrane cofactor protein (MCP) en factor H, C3b en C4b afbreekt en zo verdere complement-activatie voorkomt.
- SC Nilsson, RB Sim, SM Lea, V Fremeaux-Bacchi en AM Blom. Complement factor I in health and disease, augustus 2011. voor Molecular Immunology 48, 14, blz 1611–20